# Hausbach (Gemeinde Rappottenstein)
Hausbach ist eine Ortschaft und eine Katastralgemeinde der Gemeinde Rappottenstein im Bezirk Zwettl in Niederösterreich.

## Siedlungsentwicklung
Zum Jahreswechsel 1979/1980 befanden sich in der Katastralgemeinde Hausbach insgesamt 32 Bauflächen mit 13.407 m² und 7 Gärten auf 570 m², 1989/1990 gab es 32 Bauflächen. 1999/2000 war die Zahl der Bauflächen auf 79 angewachsen und 2009/2010 bestanden 53 Gebäude auf 84 Bauflächen.

## Geschichte
Der Ort wurde 1371 zum ersten Mal schriftlich als Hawspach erwähnt, der Name ist nicht eindeutig etymologisch zu klären, er könnte sich aber an ein Gewässer an dem ein Habicht wohnt, anlehnen.
Mit der Aufhebung der Grundherrschaften wurde der Ort 1849 eine Katastralgemeinde der eigenständige Gemeinde Pehendorf, zu dieser zählten auch noch die Rotte Feuranz sowie die Hausmühle.
Laut Adressbuch von Österreich waren im Jahr 1938 in Hausbach ein Eierhändler, ein Holzgeräteerzeuger, eine Schneiderin, eine Stechviehhändler und mehrere Landwirte ansässig.
1954 wurde der Ort elektrifiziert, 1969 wurde eine öffentliche Wasserleitung eingerichtet, 1973 die Wege des Ortes asphaltiert und seit 2012 besteht eine Abwasserkanalisierung im Ortsgebiet.
Am 1. Jänner 1967 wird die bis dahin selbständige Gemeinde Pehendorf samt Hausbach nach Rappottenstein eingemeindet, bis 1970 trägt der Ort dann auch den Namen Rappottenstein-Pehendorf.

## Bodennutzung
Die Katastralgemeinde ist landwirtschaftlich geprägt. 183 Hektar wurden zum Jahreswechsel 1979/1980 landwirtschaftlich genutzt und 189 Hektar waren forstwirtschaftlich geführte Waldflächen. 1999/2000 wurde auf 162 Hektar Landwirtschaft betrieben und 206 Hektar waren als forstwirtschaftlich genutzte Flächen ausgewiesen. Ende 2018 waren 148 Hektar als landwirtschaftliche Flächen genutzt und Forstwirtschaft wurde auf 209 Hektar betrieben. Die durchschnittliche Bodenklimazahl von Hausbach beträgt 15,1 (Stand 2010).